# 梅阿纳-迪苏萨
梅阿纳-迪苏萨（義大利語：Meana di Susa），是意大利皮埃蒙特大区都靈廣域市的一个市镇。总面积17平方公里，人口919人，人口密度54.1人/平方公里（2009年）。ISTAT代码为001149。